# Azovè
Azovè è un arrondissement del Benin situato nella città di Aplahoué (dipartimento di Kouffo) con 27.096 abitanti (dato 2006).